# Santa Maria de Montfar
Santa Maria de Montfar és una església del poble de Montfar, al municipi de Ribera d'Ondara (Segarra) inclosa a l'Inventari del Patrimoni Arquitectònic de Catalunya.

## Descripció
Es tracta d'un edifici de planta rectangular, d'una sola nau coberta per dos trams de voltes de creueria i capçada, a llevant, per un absis semicircular, que actualment resta tapat per un envà, al qual s'obren tres nínxols. La porta d'accés s'obre al costat esquerre de la façana sud, a partir d'un doble arc restaurat recentment. Un campanar d'espadanya de dos ulls se situa sobre la volta absidal. Al seu interior trobem un cor situat a l'extrem de ponent de la nau i obertura de nínxols per altars als murs laterals. Destaquem el fet que tant l'exterior com l'interior d'aquesta església presenten notables remodelacions que afecten a la seva primitiva estructura, desdibuixant la seva imatge.
Els paraments interiors han estat també restaurats recentment, presenten una capa de guix policromada de colors blau i ocre iper les seves façanes exteriors utilitzen l'aparell format pel típic carreuó segarrenc,amb presència d'esquerdes en els seus murs. La teulada està disposada a doble vessant.

## Història
Històricament fou una sufragània de la parròquia de Sant Bartomeu de Carbasí, a l'actual comarca de l'Anoia.